# Erpicatura

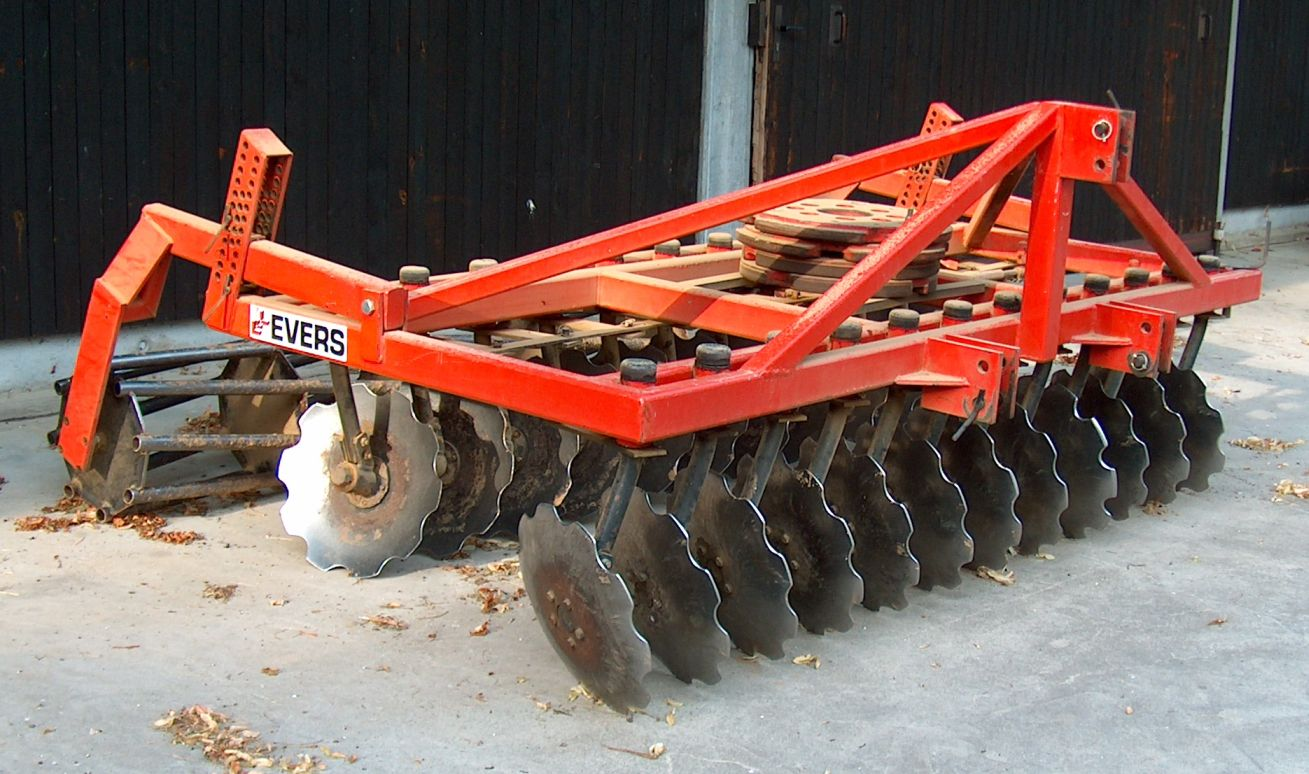
Erpice a dischi

L'erpicatura in agricoltura è una lavorazione del terreno complementare eseguita come lavoro di rifinitura prima della semina. Consiste nello spianare e sminuzzare il terreno smosso dall'aratro, per mezzo appunto dell'erpice.

## Scopi
L'erpicatura è eseguita in genere come lavoro complementare, dopo l'aratura, per sminuzzare le zolle e pareggiare la superficie, preparando definitivamente il letto di semina, tuttavia può essere eseguita anche per altri scopi specifici:
- interrare erbicidi volatili per impedirne l'evaporazione incorporandoli nel terreno;
- interrare i semi dopo una semina a spaglio;
- interrare concimi;
- rompere l'eventuale crosta superficiale;
- eliminare eventuali piante infestanti in emergenza;
- in sostituzione dell'aratura come tecnica di minimum tillage.

## Caratteristiche dell'erpicatura
L'erpicatura si limita a lavorare uno strato superficiale di 5-15 cm riducendo la dimensione delle zolle e rendendo più regolare la superficie. Un terreno erpicato si presenta perciò sminuzzato in superficie, spianato e pronto per la semina. La qualità del lavoro dipende dal concorso di diversi fattori:
- Proprietà fisiche del terreno. Sono rilevanti sia la tessitura sia la struttura. L'erpicatura si esegue con facilità nei terreni poco compatti e asciutti, mentre è meno efficace, anche se indispensabile, nei terreni argillosi e, in generale, in quelli mal strutturati.
- Umidità del terreno. L'erpicatura è più efficace sui terreni in tempera ma tendenti all'asciutto: con terreno allo stato coesivo gli organi lavoranti tendono a spostare le zolle senza sminuzzarle, con terreno allo stato plastico o in tempera le zolle tendono a deformarsi senza essere sminuzzate.
- Organi lavoranti. L'efficacia dell'erpicatura diminuisce passando da organi lavoranti mossi dalla presa di potenza della trattrice a organi lavoranti ruotanti folli e, infine, a organi lavoranti discissori.
- Numero di passaggi. L'efficacia aumenta con più passaggi, specialmente con organi lavoranti non mossi dalla presa di potenza.
- Velocità di avanzamento. L'efficacia aumenta con una minore velocità di avanzamento nel caso di organi lavoranti mossi dalla presa di potenza, con una maggiore velocità negli altri casi.
- Epoca di esecuzione. L'efficacia aumenta se è eseguita a distanza dall'aratura: in questo modo infatti si sfrutta l'azione disgregatrice degli agenti atmosferici sulle zolle.

## Macchine
Le macchine impiegate per l'erpicatura sono genericamente denominate erpici. Esistono varie tipologie di erpice con notevoli differenze nel tipo di lavoro e nella meccanica.

### Erpici discissori
Questi erpici hanno organi lavoranti statici che eseguono tagli ravvicinati sulla superficie del terreno. L'efficacia di questi strumenti dipende in sostanza dal numero di passaggi e dalla velocità di avanzamento perché l'effetto di sminuzzamento è dovuto all'impatto dell'organo lavorante sulla zolla. In genere eseguono un buon lavoro su terreni poco compatti e poco zollosi.
- Erpice a telaio e denti rigidi o erpice a zig zag
- Erpice oscillante
- Erpice snodato o erpice a catena o erpice Howard
- Erpice canadese
- Erpice a lame ondulate o erpice Acme
- Erpice a denti elastici, o vibrocoltivatore
- Erpice strigliatore

### Erpici rotativi ad organi folli
Hanno organi lavoranti montati folli su un asse orizzontale. Per effetto dell'attrito volvente sono indotti a ruotare provocando un rimescolamento dello strato superficiale del terreno sminuzzando le zolle. Eseguono un lavoro più energico rispetto agli erpici discissori.
I tipi più comuni sono rappresentati da: 
- Erpici a dischi, o frangizolle.
- Erpici a lame radiali o erpice finlandese, da risaia o farfallino
- Erpice a denti radiali o roger

Recentemente gli erpici a dischi si sono evoluti grazie all'introduzione dei supporti indipendenti dei dischi, che grazie ad elementi elastici in gomma o metallici garantiscono maggiore capacità di livellamento e velocità di lavoro. Di contro, essendo aumentato il numero di componenti, il costo di queste macchine è aumentato considerevolmente 

### Erpici ad organi mossi da presa di potenza
Esistono diverse tipologie secondo la forma degli organi lavoranti e il tipo di movimento. In comune hanno la proprietà di eseguire un lavoro energico, in grado di preparare il letto di semina in un solo passaggio. 
In generale si possono distinguere in tre categorie:
- erpici a organi rotativi su asse orizzontale
- erpici a organi rotativi su asse verticale, come gli erpici rotanti
- erpici a organi oscillanti

## Esecuzione dell'erpicatura
Come lavoro complementare per la preparazione del letto di semina, l'erpicatura va eseguita dopo l'aratura (o dopo una lavorazione principale alternativa) e prima della semina. Se fra l'aratura e la semina intercorre un intervallo di tempo piuttosto lungo (settimane o mesi) è consigliabile sfruttare l'azione disgregante degli agenti atmosferici sulle zolle, eseguendo l'erpicatura in prossimità della semina. In questo caso potrebbe essere necessaria un'estirpatura per rimuovere l'eventuale vegetazione infestante sviluppata nel frattempo oppure rompere la crosta superficiale. 
La modalità di esecuzione dipende dal tipo di erpice e dalla natura del terreno. In generale con erpici a dischi e con erpici discissori si deve operare su terreno asciutto e a velocità sostenuta e possono essere necessari più passaggi. Con erpici ad organi mossi dalla presa di potenza è invece sufficiente un solo passaggio eseguito a velocità moderata.
La capacità di lavoro è determinata oltre che dal tipo di erpice e dal terreno anche dalla larghezza della macchina operatrice. Per quanto riguarda l'abbinamento con il trattore, dal momento che si tratta di una lavorazione superficiale che non richiede elevate forze di trazione, le migliori economie si realizzano con trattrici di media potenza a 2 ruote motrici.